# PhpMyAdmin
phpMyAdmin è un'applicazione web scritta in PHP, distribuita con licenza GPL, che consente di amministrare un database MySQL o MariaDB tramite un qualsiasi browser. L'applicazione è indirizzata sia agli amministratori del database, sia agli utenti. Gestisce i permessi prelevandoli dal database.
phpMyAdmin permette di creare un database da zero, creare le tabelle ed eseguire operazioni di ottimizzazione sulle stesse. Presenta un feedback sulla creazione delle tabelle per evitare eventuali errori. Sono previste delle funzionalità per l'inserimento dei dati (popolazione del database), per le query, per il backup dei dati, ecc.
L'amministratore ha anche a disposizione un'interfaccia grafica per la gestione degli utenti: l'interfaccia permette l'inserimento di un nuovo utente, la modifica della relativa password e la gestione dei permessi che l'utente ha sul database.

## Installazione
phpMyAdmin in verità non necessita di una vera e propria installazione: per utilizzarlo, trattandosi tecnicamente di un insieme di pagine PHP, occorre semplicemente scaricare phpMyAdmin e decomprimerlo in una cartella del proprio server web (cartella che nei sistemi Linux è solitamente collocata nel percorso /var/www). La parte solitamente più complessa è per cui quella di installare e preparare il server web.
Requisiti necessari
- Un server web (solitamente Apache HTTP Server);
- Pacchetto MySQL o MariaDB server;
- Pacchetto PHP;
- Un browser.

Nella maggior parte delle distribuzioni Linux vi è un sistema di gestione dei pacchetti che permette di installare facilmente phpMyAdmin e tutte le sue dipendenze sopra citate in una volta sola, installando il pacchetto phpmyadmin.
In Debian fino alla versione 9, per esempio, basta lanciare (da utente root):
```
apt-get install phpmyadmin
```

A causa di problemi in licenza e manutenzione questo pacchetto non è disponibile in Debian 10 e in Ubuntu 19.10; il software può essere installato con pacchetti forniti da sviluppatori che non fanno parte dei Team di sviluppo di questi sistemi operativi o dal sorgente disponibile sul sito www.phpmyadmin.net .
Al contrario, per altri sistemi operativi come Microsoft Windows dove non vi è una gestione del software a pacchetti, si possono utilizzare degli installatori già preconfezionati come per esempio EasyPhp o XAMPP (quest'ultimo è multipiattaforma) che permettono di raggiungere lo stesso risultato.
Una volta installato, phpMyAdmin potrà essere utilizzato accedendo tramite il proprio browser alla cartella dove è stato installato phpMyAdmin sul proprio server web (solitamente è un indirizzo simile a http://localhost/phpMyAdmin/).

## Configurazione
Dopo averlo installato e messo nella cartella web, occorre configurarlo. Per fare ciò, va aperto il file config.inc.php situato nella cartella di phpMyAdmin e vanno modificate le seguenti righe:
```
$cfg
[
'PmaAbsoluteUri'
]
 
=
 
'http://localhost/phpMyAdmin/'
;

$cfg
[
'Servers'
][
$i
][
'auth_type'
]
=
 
'http'
;

$cfg
[
'Servers'
][
$i
][
'user'
]
=
 
'nomeutente'
;

```

Ovviamente al posto di nomeutente si può inserire ciò che si vuole. Se questa configurazione non funziona allora la si può impostare così:
```
$cfg
[
'PmaAbsoluteUri'
]
 
=
 
'http://localhost/phpMyAdmin/'
;

$cfg
[
'Servers'
][
$i
][
'auth_type'
]
=
 
'config'
;

$cfg
[
'Servers'
][
$i
][
'user'
]
=
 
'root'
;

```

Il resto può essere lasciato tutto com'è. La password può venire impostata da phpMyAdmin.

## Versioni
- 0.9.0 (9 settembre 1998): Prima release interna.
- 1.0.1 (26 ottobre 1998)
- 1.2.0 (29 novembre 1998)
- 1.3.1 (27 dicembre 1998): Prima versione multilingue.
- 2.1.0 (8 giugno 2000): Ultima versione del programmatore originale Tobias Ratschiller.
- 2.2.0 (31 agosto 2001): Prima versione pubblicata dal The phpMyAdmin Project.
- 2.3.0 (8 novembre 2001): Viste database e tabella sono state divise in sezioni più piccole.
- 2.5.0 (4 novembre 2003): Introduzione del sistema di trasformazione basato su MIME.
- 2.6.0 (27 settembre 2004): Implementato supporto per i set di caratteri e MySQL 4.1.
- 2.7.0 (4 dicembre 2005); Capacità d'importazione migliorate, configurazione semplificata, interfaccia grafica riordinata, e molto altro.
- 2.8.0 (6 marzo 2006): Aggiornamenti di compatibilità, database nascosti, limiti di memoria configurabili, setup web-based.
- 2.9.0 (20 settembre 2006)
- 2.10.0 (27 febbraio 2007): GUI per le relazioni (Designer).
- 2.11.0 (22 agosto 2007): Supporto alle viste basate sui risultati di query, gestione di trigger, procedure e funzioni. Interfaccia migliorata per server con gran numero di database e tabelle. Ultima versione a supportare PHP 4.
- 3.0.0 (27 settembre 2008): Richiesti PHP 5.2 e MySQL 5. Supporto eventi e trigger.
- 3.1.0 (28 novembre 2008): Nuovo meccanismo di installazione.
- 3.2.0 (15 giugno 2009)
- 3.2.1 (9 agosto 2009)
- 3.2.2 (13 settembre 2009)
- 3.2.3 (30 ottobre 2009)
- 3.3.0 (7 marzo 2010)
- 3.4.0 (11 maggio 2011): AJAX in alcune parti dell'interfaccia, grafici, generatore di query visivo, preferenze per utenti, editor per ENUM / SET
- 3.5.0 (7 aprile 2012)
- 4.0.0 (3 maggio 2013)
- 4.1.0 (12 dicembre 2013)
- 4.2.0 (8 maggio 2014)
- 4.3.0 (5 dicembre 2014)
- 4.4.0 (1º aprile 2015)
- 4.5.0 (23 settembre 2015)